# Exotique (revista fetitxista)
La revista Exotique era una revista fetitxista publicada per Leonard Burtman a Nova York entre els anys 1955 i 1959. En Gene Bilbrew, També conegut pel seu pseudònim ENEG, com a artista va ser un dels principals col·laboradors dins la publicació d'en Burtman, pel que comunament se'l pren erròniament com l'editor d'aquesta.